# Хаджиме Каваками
Хаджиме Каваками (на японски: 河上 肇, 20 октомври 1879 г. – 30 януари 1946 г.) е японски журналист, поет и университетски преподавател. Той е един от първите теоретици на марксизма през периода Тайшо и Шова.

## Биография
Каваками е роден в град Ивакуни, префектура Ямагучи и след като завършва Токийския имперски университет (днес Токийски университет) през 1902 г. започва да работи като журналист във вестник Йомиури. По това време превежда от английски език „Икономическа интерпретация на историята“ от Едвин Селигмън, което е първият анализ на диалектическия материализъм в Япония.
В периода 1913 г. – 1915 г. учи в Европа със стипендия на министерството на образованието. След завръщането си започва работа като професор по икономика в Имперския университет в Киото (днес Университет в Киото) и преподава до 1928 г., когато е арестуван по време на т.нар. Инцидент от 15 март и принуден да напусне заради политическата си дейност и обвинения в подривна дейност. Докато е в Киото, издава собствено списание – Шакай мондай кенкю (букв. Изследване на социалните проблеми), което представя марксистката икономическа гледна точка. Същата година издава и „Основи на икономиката“, а през 1937 г. превежда „Капиталът“ на Карл Маркс.
През 1928 г. подкрепя Селско-работническата партия (労農党, Роноото), която е широка коалиция с участието на комунистическата партия, а на изборите през 1930 г. е кандидат на Новата селско-работническа партия (新労農党, Шинроноото) в Киото. След като губи изборите и продължава своята литературна работа. На 8 август 1932 г. излиза в нелегалност и започва да се крие, след като му е известено, че ще бъде арестуван. През следващите четири месеца се крие при приятели и сподвижници, продължава да издава комунистическа литература и е преводач. През 1933 г. е препоръчан за член на Японската комунистическа партия, която по това време е забранена, и е арестуван. През 1937 г. е освободен и прекарва живота си в писане на есета, поезия и романи.
В периода 1943-1945 г. пише и автобиографията си, която е публикувана на следващата година, като се превръща в бестселър. На 30 януари 1946 г. Хаджме Каваками умира от недохранване. След смъртта му са издадени четири тома с негови стихове.